# Stroteroides
Stroteroides är ett släkte av fjärilar. Stroteroides ingår i familjen snigelspinnare.
Kladogram enligt Catalogue of Life:
| Stroteroides | \| \| Stroteroides albitibiata \| \| \| \| \| \| Stroteroides nigrisignata \| \| \| \| |
|              | \| \| Stroteroides albitibiata \| \| \| \| \| \| Stroteroides nigrisignata \| \| \| \| |
|              | Stroteroides albitibiata                                                               |
|              |                                                                                        |
|              | Stroteroides nigrisignata                                                              |
|              |                                                                                        |